# Luis Paulo Supi
Luis Paulo Supi (Catanduva, 10 ottobre 1996) è uno scacchista brasiliano.
Ha ottenuto il titolo di Maestro Internazionale nel 2013 e di Grande Maestro nel 2018.

## Principali risultati
Nel 2016 ha vinto a Guatapé in Colombia il campionato panamericano juniores con 8 /11, per spareggio tecnico sul peruviano Joel Cori Quispe.
Nel 2018 ha partecipato con la nazionale brasiliana alle Olimpiadi di Batumi, ottenendo 6,5 punti su 10 partite in terza scacchiera.
Nel novembre 2020 ha vinto l'87º Campionato brasiliano.
In una partita blitz giocata in maggio 2020, Supi vinse in 18 mosse contro Magnus Carlsen con un sacrificio di donna. La partita era trasmessa in diretta online ed ebbe ampio risalto nei social media. In aprile 2021 il sito Chess.com le attribuì il primo posto nella sua classifica Chess.com Immortal Game Contest.
Ha ottenuto il suo massimo rating FIDE in maggio 2022, con 2590 punti Elo, al 1º posto tra i giocatori brasiliani.